# アイテルシー
『アイテルシー』は、稲岡和佐による日本の漫画。『週刊少年ジャンプ』（集英社）において、2021年9号から同年30号まで連載された。
2021年2月1日より、同誌にて4号連続でスタートした新連載作品のテレビCMが放送され、本作のCMは実写映像を交えて登場した。

## ストーリー
主人公の女性刑事・相生りさはある事件をきっかけに、犯罪者に対して恋愛感情を抱くようになる。りさは白馬の犯人を特定しするためなら様々な犯罪行為をも厭わず、自首へと導いていく。

## 登場人物

### 主要人物
相生 りさ（あいおい りさ）
本作の主人公。犯罪者を愛するという特殊な性癖を持つ女性刑事。過剰な愛情により違法捜査にまで手を出し、犯人を追い詰めていく。5年前、明珍市少女誘拐事件の被害者であった。
二月 左近（ふたつき さこん）
熱血漢の新米刑事。情に厚い性格で犯罪者を助けようとするりさのことを心配し、身を挺してりさを守っていく。
二月 右近（ふたつき うこん）
左近の双子の兄。左近とは対照的に冷静沈着。幼少時に亡くなった刑事だった父の二の舞にならないよう左近に気をかけていた。

### 警視庁捜査第一課
明（あきらか）
元捜査第一課の課長で、りさと左近と共に捜査i課を立ち上げる。
浜口 ジャクソン（はまぐち ジャクソン）

上木 ほむら（かみき ほむら）
捜査第一課の刑事であり、左近の年上の幼馴染。

### その他の人物
田亀 敦（たかめ あつし）
好感度ランキング1位の俳優。篠宮殺害の犯人。
篠宮 遥（しのみや はるか）
タレント。田亀によって殺害された。
鈴木（すずき）

鏡野 日（かがみの ひかる）
明珍市少女誘拐事件にてりさを誘拐した真犯人。何の躊躇いもなく殺人を犯していく非情さを持つ。
大平 伸人（おおひら のぶと）
未解決だった大平事件の真犯人。多数の人物を殺害してきたが、りさの言葉により心が動かされる。
大平 権蔵（おおひら けんぞう）

吉田 輝彦（よしだ てるひこ）

マー
通称「怪盗マー」。女性が描かれた絵画を狙い、盗み出す怪盗。
王（ワン）
怪盗マー確保のためにりさが頼った人物。

## 書誌情報
- 稲岡和佐 『アイテルシー』 集英社〈ジャンプ・コミックス〉、全3巻
  1. 「prologue」2021年5月5日発行（4月30日発売[集 1][4]）、ISBN 978-4-08-882660-8
  2. 「thief」2021年7月7日発行（7月2日発売[集 2]）、ISBN 978-4-08-882705-6
  3. 「bomb」2021年9月8日発行（9月3日発売[集 3]）、ISBN 978-4-08-882759-9

### 書誌出典
以下の出典は『S-MANGA』（集英社）内のページ。書誌情報の発売日の出典としている。
1. ↑  “アイテルシー 1｜稲岡和佐｜ジャンプコミックス｜”. 2021年6月5日閲覧。
2. ↑  “アイテルシー 2｜稲岡和佐｜ジャンプコミックス｜”. 2021年7月2日閲覧。
3. ↑  “アイテルシー 3｜稲岡和佐｜ジャンプコミックス｜”. 2021年9月3日閲覧。